# رافي مينون
رافي مينون هو ممثل هندي، ولد في 1950 في الهند، وتوفي بنفس المكان في 25 نوفمبر 2007 بسبب سرطان.

## وصلات خارجية
- رافي مينون على موقع IMDb (الإنجليزية)
- رافي مينون على موقع قاعدة بيانات الفيلم (الإنجليزية)